# Apoloniusz Kędzierski

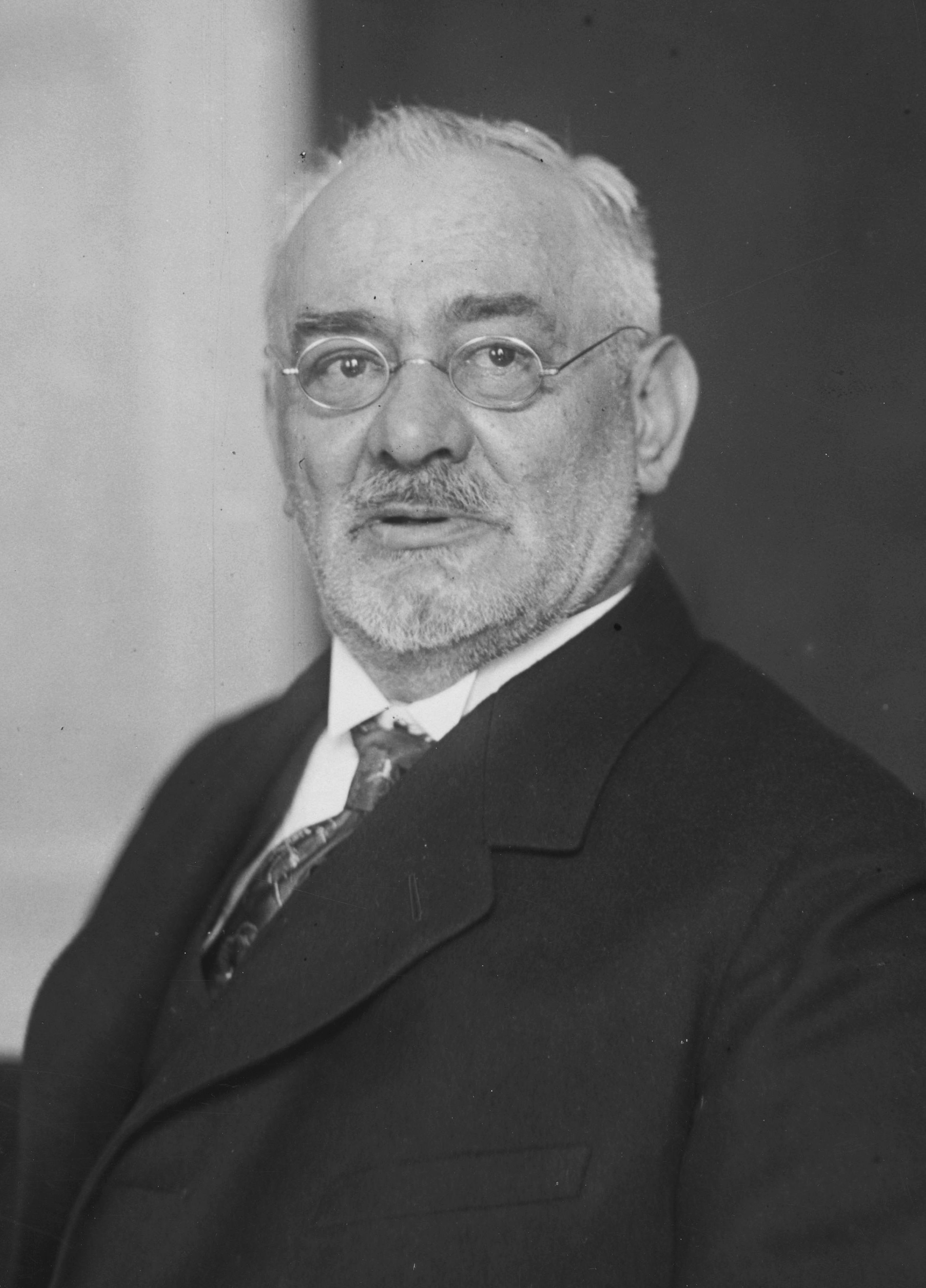
Apoloniusz Kędzierski (1938)

Apoloniusz Kędzierski (sinh ngày 1 tháng 7 năm 1861 tại Suchedniów – mất ngày 21 tháng 9 năm 1939 tại Warsaw) là một họa sĩ, họa sĩ minh họa và nhà trang trí người Ba Lan. Kędzierski nổi tiếng với thể loại tranh phong cảnh và tranh mô tả các sinh hoạt đời sống của người nông dân.

## Tiểu sử
Apoloniusz Kędzierski đã học tại các trường công lập ở Radom. Sau đó, ông theo họa sĩ Józef Brandt học vẽ. Kế tiếp, ông trở thành học trò của họa sĩ Wojciech Gerson. Từ năm 1885 đến năm 1888, Kędzierski học tại Học viện Mỹ thuật, Munich. Tại đây, ông làm học trò của Nikolaos Gyzis. Ông có một thời gian ngắn theo học Học viện Mỹ thuật ở Vienna trong năm 1886. Khi khóa học kết thúc, ông định cư ở Warsaw.
Ngoài vẽ tranh, Kędzierski còn thiết kế nội thất, thiết kế đồ gốm và vẽ minh họa cho một số tạp chí cũng như vẽ minh họa cho tiểu thuyết The Peasants của Władysław Reymont (Geberthner & Wolf, 1928).
Apoloniusz Kędzierski được nhận thưởng Thập tự Sĩ quan Huân chương Polonia Restituta vào năm 1923. Ngay trước khi mất (do nguyên nhân tự nhiên), ông được gia nhập TOW (Tổ chức quân sự bí mật). Nhiều tác phẩm của Kędzierski đã bị thất lạc khi xưởng vẽ cũ của ông bị cháy trong những ngày đầu của cuộc Khởi nghĩa Warsaw.

## Tham khảo

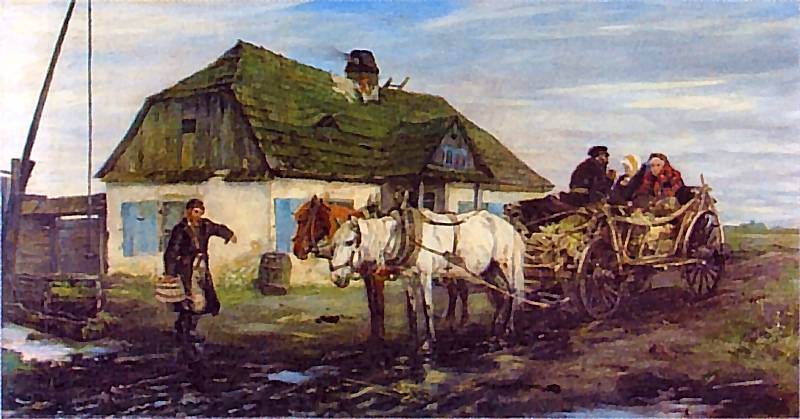
Jews in Front of the Village Inn